# Woolsthorpe-by-Colsterworth
Woolsthorpe-by-Colsterworth – przysiółek w Anglii, w hrabstwie Lincolnshire. Leży 48 km na południe od Lincoln i 188 km na północ od Londynu. W latach 1870–1872 osada liczyła 270 mieszkańców. Woolsthorpe jest wspomniana w Domesday Book (1086) jako Ulestane(s)torp. 
Miejsce urodzenia Isaaca Newtona.